# Sphecodes puncticeps
Sphecodes puncticeps là một loài Hymenoptera trong họ Halictidae. Loài này được Thomson mô tả khoa học năm 1870.